# The 8th Samurai
Pour plus de détails, voir Fiche technique et Distribution.
The 8th Samurai est un court métrage américain réalisé par Justin Ambrosino, sorti en 2009.
Primé dans plusieurs festivals, il rend un hommage au film Les Sept Samouraïs d'Akira Kurosawa en réinventant de façon humoristique le processus de création du film.

## Synopsis
Au début des années 1950, Nanshu pense avoir enfin obtenu un rôle important au cinéma dans le film d'un important réalisateur japonais : un des huit samouraïs qui doivent sauver un village. C'était sans compter sur le rêve que le réalisateur fait la veille du premier jour de tournage. Ce dernier décide en effet de réduite le nombre de personnages à sept. Nanshu n'a plus de rôle dans le film.

## Fiche technique
- Titre original : The 8th Samurai
- Réalisation : Justin Ambrosino
- Scénario : Justin Ambrosino
- Pays d'origine :  États-Unis
- Langue originale : japonais
- Format : Noir et blanc - 2.35:1 - Stéréo
- Durée : 28 minutes
- Dates de sortie :
  -  États-Unis : avril 2009 (Festival de Newport Beach)
  -  Japon : 14 mars 2010 (Festival d'Osaka)

## Distribution
- Eijiro Ozaki : Nanshu
- Takashi Yamaguchi : Hori-chan
- Hiroshi Watanabe : Le producteur
- Toshi Toda : Le réalisateur
- Ikuma Ando : Gonda
- Akiko Shima : Aya
- Yuki Matsuzaki : Yama-san
- Satomi Okuno : Chie-chan
- TJ Kayama : Ken-chan
- Mari Endo : Midori